# Belargan
Belargan (en francès Bélarga) és un municipi occità del Llenguadoc, situat al departament de l'Erau, a la regió d'Occitània.